# Ali Benjelloun (homme politique)
Pour les articles homonymes, voir Ali Benjelloun et Benjelloun.
Ali Benjelloun est un homme politique marocain.

## Biographie
Il a poursuit des études de droit à Paris et ensuite s'est inscrit au barreau de Casablanca en 1950 avant d'assurer les fonctions de directeur du cabinet du ministre, immédiatement après l'indépendance, puis comme directeur des cours et tribunaux à personnel français, directeur des affaires criminelles et des grâces, et secrétaire général. Chef de la délégation qui négocia les conventions judiciaires avec la France et avec l'Espagne, il avait également contribué, dans une notable mesure, à l'élaboration et à l'organisation du nouveau système judiciaire marocain.
En plus d'avoir été, sous le règne de Hassan II, directeur de l'Office chérifien des phosphates, il a rempli les fonctions d'ambassadeur, tout comme celles de ministre de la Justice du 6 juillet au 25 décembre 1967, au cours de la primature de Mohamed Benhima.
Le 17 mai 1977, il est nommé par Hassan II ambassadeur du Maroc aux États-Unis et présente ses lettres de créance le 25 juin 1977au président américain Jimmy Carter,.
De nouveau il est nommé par Hassan II le 14 janvier 1989 ambassadeur du Maroc aux États-Unis et présente ses lettres de créance le 8 février 1989 au président américain George Bush.

## Fonctions
- Directeur de l'Office chérifien des phosphates
- Vice-président du Conseil constitutionnel
- Ministre de la Justice
- Ambassadeur du Maroc aux États-Unis et au Canada